# Dwór w Lisowicach (powiat legnicki)
Dwór w Lisowicach (niem. Schloss Leschwitz) –  zabytkowy dwór wybudowany w XIX w. w Lisowicach.
Dwór w kształcie pałacyku wybudowany w stylu neoklasycyzmu i neogotyku na rzucie prostokąta, kryty dachem czterospadowym, od frontu piętrowy ryzalit.
W skład zespołu dworsko-folwarcznego oprócz dworu z drugiej połowy XVI w., początek XIX w. wchodzą:
- dwie oficyny mieszkalne z połowy XIX w.
- obora z połowy XIX w.
- chlewnia z połowy XIX w.
- stajnia z połowy XIX w.
- park z fosą i ogrodami z XVI-XIX w.